# مقتل كيلسي سميث
كيلسي آن سميث (3 مايو 1989-2 يونيو 2007) كانت مراهقة من أوفرلاند بارك ، كانساس اختفت في 2 يونيو 2007 وقتلت في ذلك المساء. ظهرت القصة في وسائل الإعلام الدولية ، بما في ذلك أكثر المطلوبين في أمريكا ،  قبل العثور على جثتها بالقرب من بحيرة في ميسوري في 6 يونيو 2007.

## ملخص
شوهدت سميث آخر مرة في الساعة 7:07 مساء CST في 2 يونيو 2007 في ساحة انتظار السيارات لمتجر Target في 97th and Quivira ، خلف أوك بارك مول في أوفرلاند بارك ، كانساس. أطلقت الشرطة والسلطات الأخرى ووسائل الإعلام الوطنية حملة دعائية واسعة النطاق للبحث عن سميث.

### الخطف والتحقيق
أظهر مقطع فيديو للمراقبة من شركة Target سميث وهي تشتري هدية لحبيها للاحتفال بمناسبة وصولهما ستة أشهر معا. كانت مكالمتها الأخيرة لوالدتها من المتجر. ثم غادرت المحل قبل أن تختفي. بعد حوالي أربع ساعات ، تم العثور على سيارتها ، بويك ريغال 1987 ، مهجورة خارج Macy's في ساحة انتظار السيارات في Oak Park Mall. تُركت حقيبتها ومحفظتها والأشياء التي اشترتها في السيارة.
تستخدم متاجر Target مجموعة كبيرة من كاميرات الفيديو ، ويمكن غالبًا تحسينها داخليًا من خلال قسم خدمات الطب الشرعي لشركة Target. وأظهرت لقطات المراقبة سميث وهي تقف في سيارتها وتدخل المتجر وتتصل بوالدتها وتختار الاشياء التي تم العثور عليها لاحقًا في السيارة. كما كشفت أن رجلاً كان أبيض اللون وفي أوائل العشرينات من عمره ، يرتدي قميصًا أبيض وسروالًا قصيرًا داكنًا ، دخل المتجر بعد حوالي ثلاثين ثانية من دخول سميث. بدا الرجل وكأنه في كل ممر زارته سميث وظهر في كل جزء تقريبًا من اللقطات التي تظهرها ، ولكن على مسافة سرية. على الرغم من نظره لسميث بشكل متكرر أو في اتجاهها ، لم يبذل الرجل أي جهد للتحدث معها أو الاقتراب منها في المتجر ، وغادر عندما ذهبت إلى أمين الصندوق (Cashier) ، الذي لم ير أو يلاحظ أي شيء غير عادي في المتجر ولا في سلوك سميث. سلوك. التقطت اللقطات صورة واضحة للرجل وهو يغادر المتجر.
في ساحة مواقف السيارات ، ظهر فيديو للمراقبة يظهر شخصًا يجبر سميث على ركوب سيارتها. لم يُظهر الفيديو في البداية أي شيء غير عادي ، ولكن عندما تم إبطائه ، كشف عن وميض في اتجاه سميث وسيارتها ، بالتوافق مع شخص يجري عند وضع الكاميرا على مسافة. وأظهرت اللقطات الخارجية شاحنة شفروليه مشبوهة تعود إلى حقبة السبعينيات وهي تغادر المكان ، والتي تبين أيضًا أنها دخلت المنطقة قبل دخول سميث مباشرة.
وفقًا لبرنامج See No Evil (المعروف أيضًا باسم Murder on CCTV ) ، أظهر فيديو المراقبة الخاص بـ Macy أن سيارة سميث قد تركت هناك في الساعة 9:17 مساءً ، بعد حوالي ساعتين من مغادرتها مواقف سيارات شركة Target. وشوهد شخص يرتدي قميصًا أبيض وبنطالًا داكنًا وهو يغادر السيارة ويسير باتجاه الشارع. على الرغم من أنه كان مظلماً للغاية في ذلك الوقت لتحديد ما إذا كان الرجل ذكرا أم أنثى ، يبدو أن ملابس الشخص تتطابق مع ملابس المشتبه به في لقطات Target. عندما تم نشر مقطع الفيديو الثابت للرجل على وسائل الإعلام ، فقد ولّد مئات النصائح ، لكن الخيوط كانت عامة جدًا بحيث لم تكن مفيدة.
عندما تم فحص السيارة بحثًا عن أدلة جنائية ، قام خبراء البصمات بعزل جميع أولئك الذين لديهم أسباب مشروعة لوجودهم في السيارة ، مثل عائلة Kelsey وأصدقائها وحبيبها. ونتيجة لذلك ، عثروا على آثار مجهولة الهوية على حزام المقعد.

### البحث
وبحسب ما ورد عثر المحققون على الجثة بسبب اتصال هاتفي محمول نشأ من المنطقة في 2 يونيو،  وتم تحديد عدد من المناطق للبحث. وعلى الرغم من الجهود التي بذلتها سلطات إنفاذ القانون المحلية وفي نهاية المطاف ال(FBI)، استغرق فيريزون وايرلس أربعة أيام لتسليم سجلات الهاتف الخلوي للمحققين،  والتي سببت الكثير من الجدل حول التأخير. حدد فني فيريزون موقع برج الهاتف الخلوي وطلب من المحققين البحث على مسافة 1.1 ميل شماله. في غضون 45 دقيقة ، في 6 يونيو الساعة 1:3 بعد الظهر ، اكتشف الباحثون جثة سميث في منطقة غابات بالقرب من بحيرة لونجفيو في غراندفيو بولاية ميسوري ، على بعد 18 إلى 20 ميلاً من المكان الذي تم اختطافها فيه. عند الإبلاغ عن وفاة سميث ، توقف موقع ويب مخصص للبحث عنها وسرعان ما تم تحويله إلى موقع مخصص. من خلال التحقيق اللاحق ، تبين أن سبب الوفاة هو الخنق ؛ كانت قد اختنقت بحزامها الخاص. كما أظهر تشريح الجثة أنها تعرضت لاعتداء جنسي.

### مرتكب الجريمة
المرأة التي شاهدت اللقطات تعرفت على الموضوع كجار لها. في اليوم التالي عندما رأت المعلومات حول الشاحنة ، طلبت بقشيشًا. في مساء يوم 6 يونيو / حزيران 2007 ، اعتقلت الشرطة إدوين روي «جاك» هول أوف أولاثي ، كانساس ، البالغ من العمر 26 عامًا. كان هول في طريقه لمغادرة المدينة مع زوجته وابنه ، يفترض أنهما في إجازة ، عندما وصلت الشرطة.
اتهم هول في 7 يونيو بالقتل العمد من الدرجة الأولى مع سبق الإصرار والاختطاف . لم يكن لديه سجل جنائي للبالغين ، ولكن لديه سجل أحداث بالاعتداء . أعيد هول ، الذي تم تبنيه في سن السابعة ، إلى عهدة الدولة في سن 15 بعد تهديد ابنة العائلة بسكين. كما اعتدى على صبي آخر بضربه في رأسه بمضرب بيسبول. لا تعتقد الشرطة أن هول يعرف سميث. في وقت اعتقاله ، كان هول متزوجًا وأبًا لابن يبلغ من العمر أربع سنوات. اعترف هول بأنه كان في Target لكنه ادعى أنه لم يقترب من سميث. ومع ذلك ، تم القبض عليه عندما تطابقت بصمات أصابعه مع تلك الموجودة في حزام المقعد.
تم استدعاء Hall عبر ربط الفيديو في 7 يونيو ، وتم تحديد الكفالة بمبلغ 5 ملايين دولار أمريكي. في 1 أغسطس ، وجهت هيئة محلفين كبرى لمقاطعة جونسون ، كانساس ، لائحة اتهام إلى هول بتهمة القتل والاغتصاب واللواط المشدد. جعلت اتهامات هول مؤهلا لعقوبة الإعدام ، وهو ما قرر المدعي العام لمقاطعة جونسون ، فيل كلاين ، السعي وراءه.
نظرًا لأنه تم العثور على الجثة في ولاية مختلفة (ميسوري) ، جادل البعض بالولاية القضائية الفيدرالية ، ولكن نظرًا لأن هول تم القبض عليه واحتجازه في مقاطعة جونسون ، فإن هذا الاختصاص القضائي لديه السلطة القانونية لمتابعة القضية.
في 23 يوليو ، كجزء من اتفاق الاعتراف بالذنب ، أقر هول بأنه مذنب في جميع التهم الأربع. جاء مناشدته خلال ما كان من المفترض أن يكون جلسة استماع لتغيير المكان. كانت قاعة المحكمة مزدحمة بوالدي سميث وأفراد الأسرة الآخرين والأصدقاء والمراسلين. تم بث الجلسة على الهواء مباشرة على جميع الشركات الأربعة التابعة لشبكة التلفزيون في مدينة كانساس سيتي.
من المعتقد أن هول رصد سميث وهو يقود سيارته في ساحة انتظار السيارات بعد وصوله. لاحظ أنها كانت وحيدة ، وبالتالي بدأ في متابعتها في المتجر ليؤكد لنفسه أنها لم تقابل أحداً. عندما رآها على وشك المغادرة ، ذهب إلى شاحنته واستعاد بندقيته. انتظر حتى كانت سميث أكثر عرضة للخطر ، عندما كانت تستعد للمغادرة ، قبل أن يضرب. أخذها على بعد 20 ميلاً إلى غابات ميسوري ، حيث اعتدى عليها جنسياً وخنقها.
جاءت الجلسة بعد يوم من حكم القاضي بأنه لا يزال بإمكان المدعين العامين المطالبة بعقوبة الإعدام على هول بعد أن رفض قاضٍ طلب دفاع يطالب برفض القضية لأسباب فنية.
في 16 سبتمبر ، حكم قاضي مقاطعة جونسون ، بيتر ف. روديك ، على هول بالسجن المؤبد دون عفو مشروط بتهمة الاختطاف والاغتصاب والقتل. في المحكمة ، اعتذر هول لعائلة سميث عن أفعاله.
تم سجن هول في مرفق إصلاحية هاتشينسون ، هاتشينسون ، كانساس .

## قانون كيلسي سميث
يعتقد البعض أن شركة Verizon Wireless كانت مترددة في تحديد موقع الهاتف الخلوي بسبب قوانين الخصوصية التي تحكم مثل هذه الإجراءات. في ذلك الوقت ، كان مقدمو خدمة الهاتف الخلوي يمتثلون عمومًا لطلب المشترك ، ولكن ليس طلب أي شخص آخر ، بما في ذلك سلطات إنفاذ القانون ، ما لم يتم إصدار أمر من المحكمة ، الأمر الذي يستغرق وقتًا.
أدى ذلك إلى إنشاء قانون كيلسي سميث  ، قانون ينص في جوهره على أنه يمكن لشركات الهاتف الخلوي تحديد موقع الهاتف إذا قررت السلطات أن المشترك في خطر. أقرت معظم الولايات الأمريكية القانون[بحاجة لمصدر] ، والكونغرس الأمريكي يناقش فيدرالية ذلك.
في حالة واحدة على الأقل ، تم تطبيق القانون. في فبراير 2015 ، في لينيكسا ، كانساس ، ليس بعيدت من المكان الذي نشأت فيه سميث ، سرق رجل سيارة ، غير مدرك لرضيع يبلغ من العمر خمسة أشهر بداخله. أثناء الطيران ، ركض أيضًا أحد المشاة في عملية الكر والفر . عثرت الشرطة على السيارة بعد نصف ساعة في متجر صغير بعد أن قامت بتدبد موقع هاتف أم الطفل الخلوي ، الذي كان لا يزال في محفظته في المقعد الأمامي. هرب السائق ، اعتبارًا من 2015 كان لا يزال طليقا. يُعتقد أنه بمجرد أن أدرك وجود طفل بالداخل ، قرر التخلي عن السيارة ، فبالإضافة إلى سرقة السيارة والصدم والهرب ، سيواجه تهم الاختطاف.

## اهتمام وسائل الإعلام الوطنية
بالإضافة إلى التغطية الإخبارية المحلية التابعة لمدينة كانساس سيتي ، حظيت القضية باهتمام إعلامي وطني بارز ، بما في ذلك تغطية قناة فوكس الإخبارية الوطنية ،  CNN ،  MSNBC ،  نانسي جريس ، برنامج Today Show ، The Mind of a Murderer وكحلقة من البرنامج التلفزيوني See No Evil ، الذي تم بثه في كندا على Slice ، وفي الولايات المتحدة على Investigation Discovery .